# Cordell Jackson
Cordell Jackson, född 15 juli 1923 i Pontotoc, Mississippi, USA, död 14 oktober 2004 i Memphis, Tennessee, USA, var en amerikansk gitarrist och sångerska. 
I Sverige är Jackson främst känd för sin medverkan i tv-programmet Nattsudd.

## Diskografi (i urval)
- Cordell Jackson & her Guitar: "Football Widow"/"I'm at Home Again (In the Memories of My Mind. (Moon 7-inch single, 1983)
- Cordell Jackson: Knockin' Sixty. (Moon EP, 1980s)
- Cordell Jackson: The Split. (Moon EP, 1980s)
- Cordell Jackson With George Reinecke and the Mud Bugs: "Rockin' Rollin' Eyes"/"Memphis Drag". (Sympathy for the Record Industry 7-inch single, 1990)
- Cordell Jackson — Live in Chicago. (Bughouse full length CD, United States, 1997)